# Karang Tengah (Serbajadi)
Karang Tengah is een bestuurslaag in het regentschap Serdang Bedagai van de provincie Noord-Sumatra, Indonesië. Karang Tengah telt 1520 inwoners (volkstelling 2010).